# 束稲山
束稲山（たばしねやま）は、岩手県平泉町、奥州市、一関市の境界に位置する山。標高594.9m。

## 概要
- 束稲山とは経塚山、音羽山、束稲山の三つの山の総称である。稲の束がたわんでいるように見えるところから束稲山と名づけられた。
- ツツジの名所で、8月16日には山腹で大文字の送り火の行事が行われる。頂上からは中尊寺、衣川古戦場などが一望できる。また一関テレビ・FM中継局が設置されている。

## 歴史
- 登山口には束稲荒神としてアテルイの像と、藤原泰衡夫人が悲劇の主人泰衡の御霊をとむらうため山伏に命じて建立したと伝えられる月山神社がある。吾妻鏡によると、安倍頼時が桜一万本を植えたと伝える。
- 長者ヶ原廃寺跡の礎石はこの近辺で採石されたことが調査で確認されており、古来から重要視されていた場所であった。
- 別名、駒形嶺とも呼ばれ、奥州藤原氏が駒ケ岳（金ケ崎町）にあった駒形神社（現在は移転して奥州市に所在）を度々登拝することは困難を来たすこともあり、束稲山に駒形大神を奉祀したことに由来しているとされる。
- 経塚山は藤原秀衡が経典を埋めた山とされ、山頂近くには源義経の馬の蹄の跡が残る馬蹄石がある。秀衡の夫人が安産を祈願してくぐったと伝わる胎内石がある。
- 全盛期の平泉を訪れた西行は「ききもせず 束稲山の さくら花 吉野の外に かかるべしとは」（山家集）と詠んでいる。

## 文化事業
- 平成27年度より西行が詠んだ桜の景観を復原する植樹を実施する。[1]
- 2015年4月9日に平泉町の青木幸保町長が、束稲山麓を中心とした中山間地農業を国連食糧農業機関（FAO）が推進する世界重要農業遺産システムを目指す考えを明らかにした。[2]
- 2023年1月17日、農林水産省が推進する日本農業遺産に認定[3]。

## 交通アクセス
- 東北本線平泉駅から車で30分、または前沢駅からバスで20分、徒歩で90分

## 関連画像

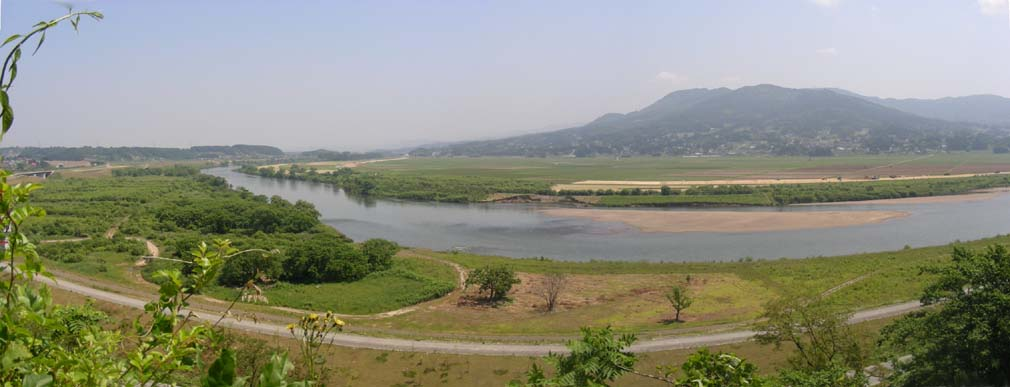
高舘義経堂から見た束稲山と北上川（2008年6月撮影）
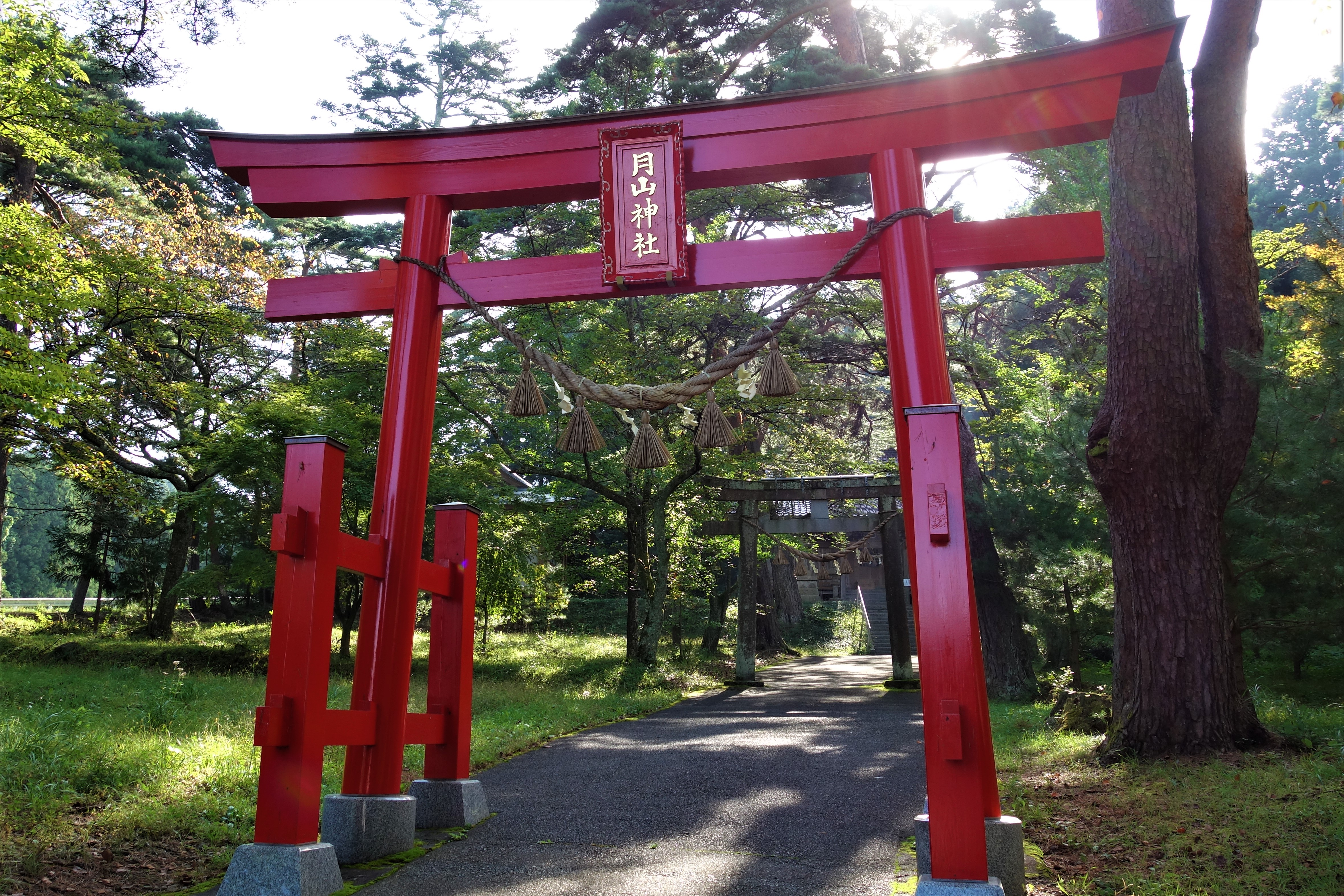
月山神社本殿
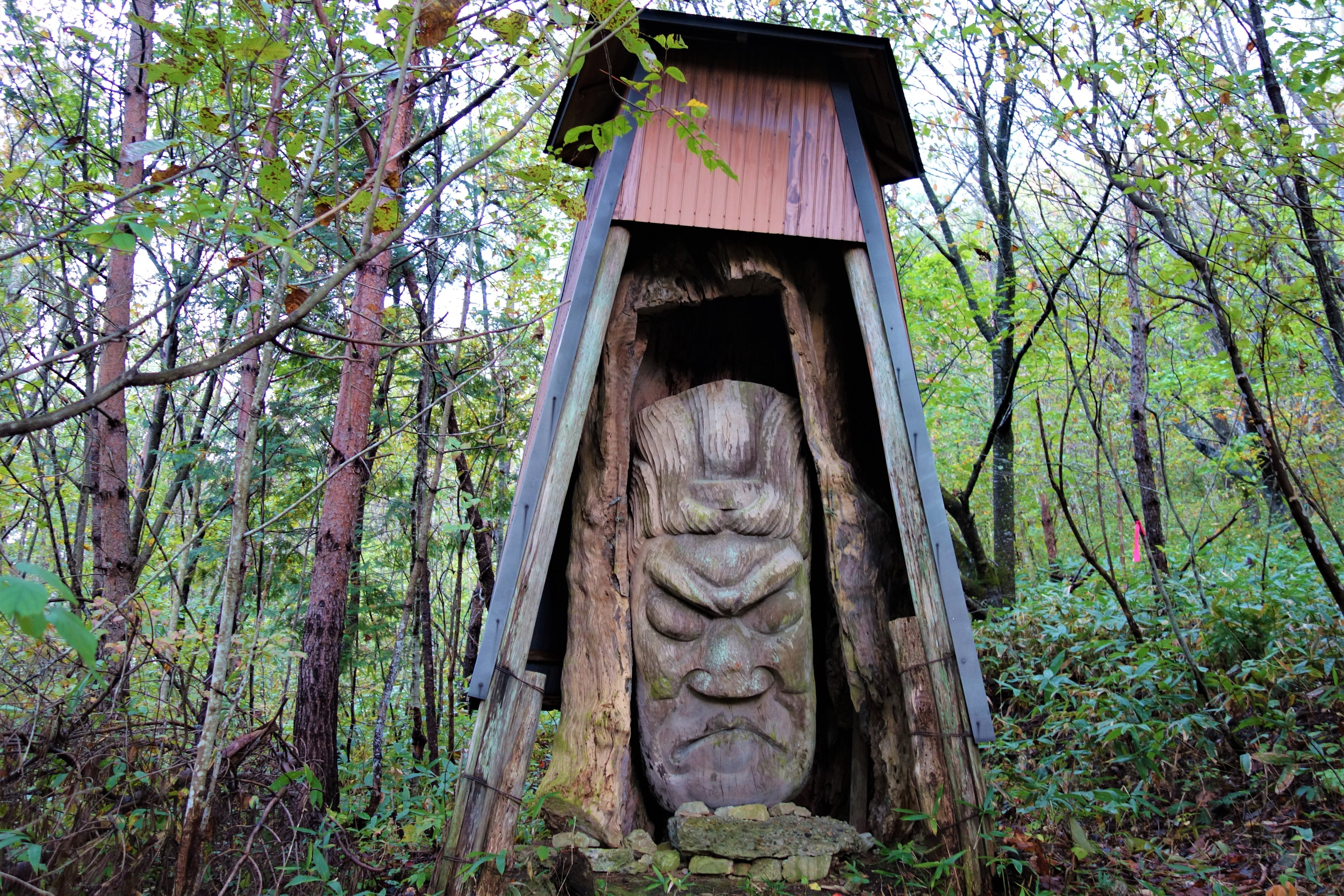
登山口のアテルイ像
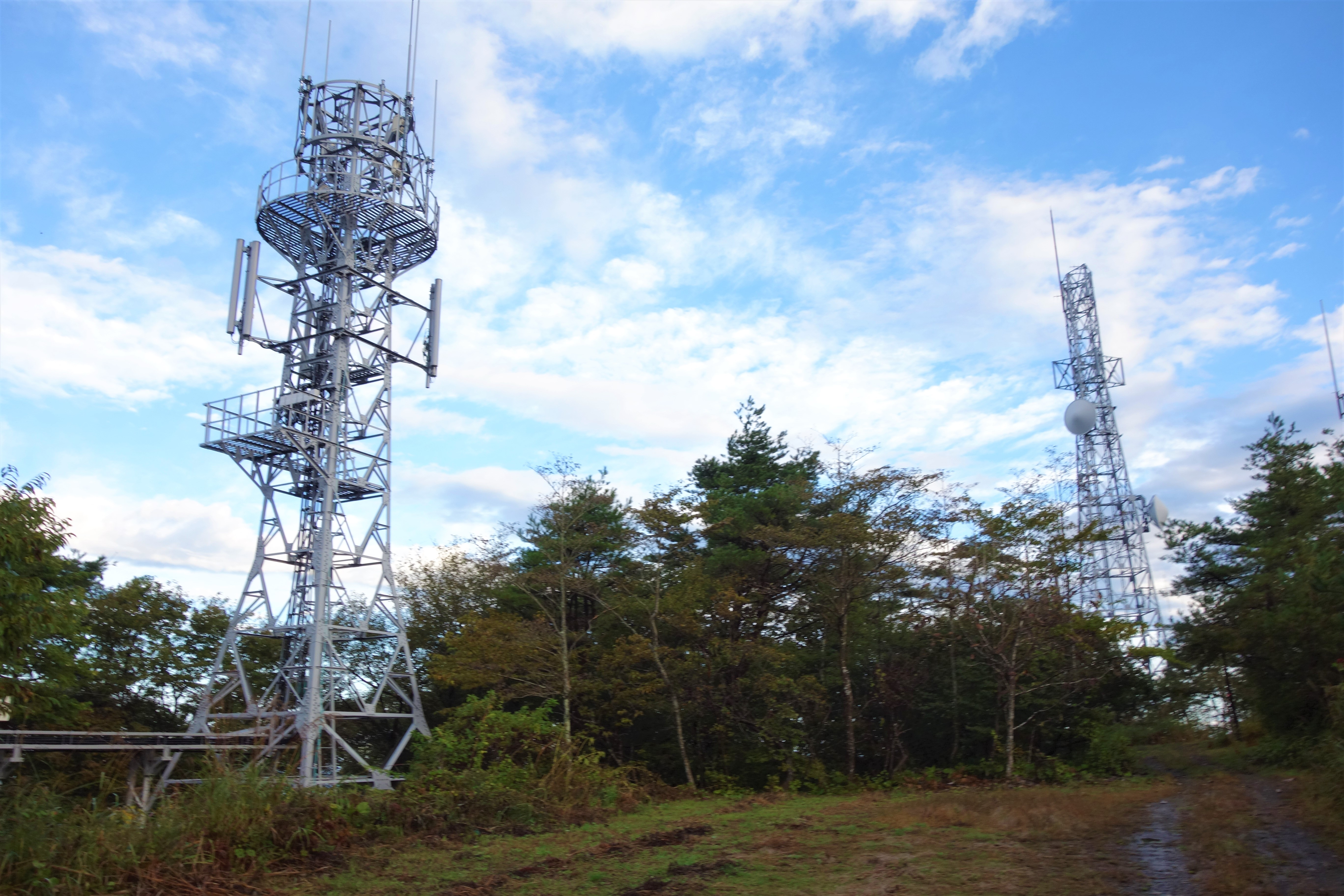
山頂のアンテナ群
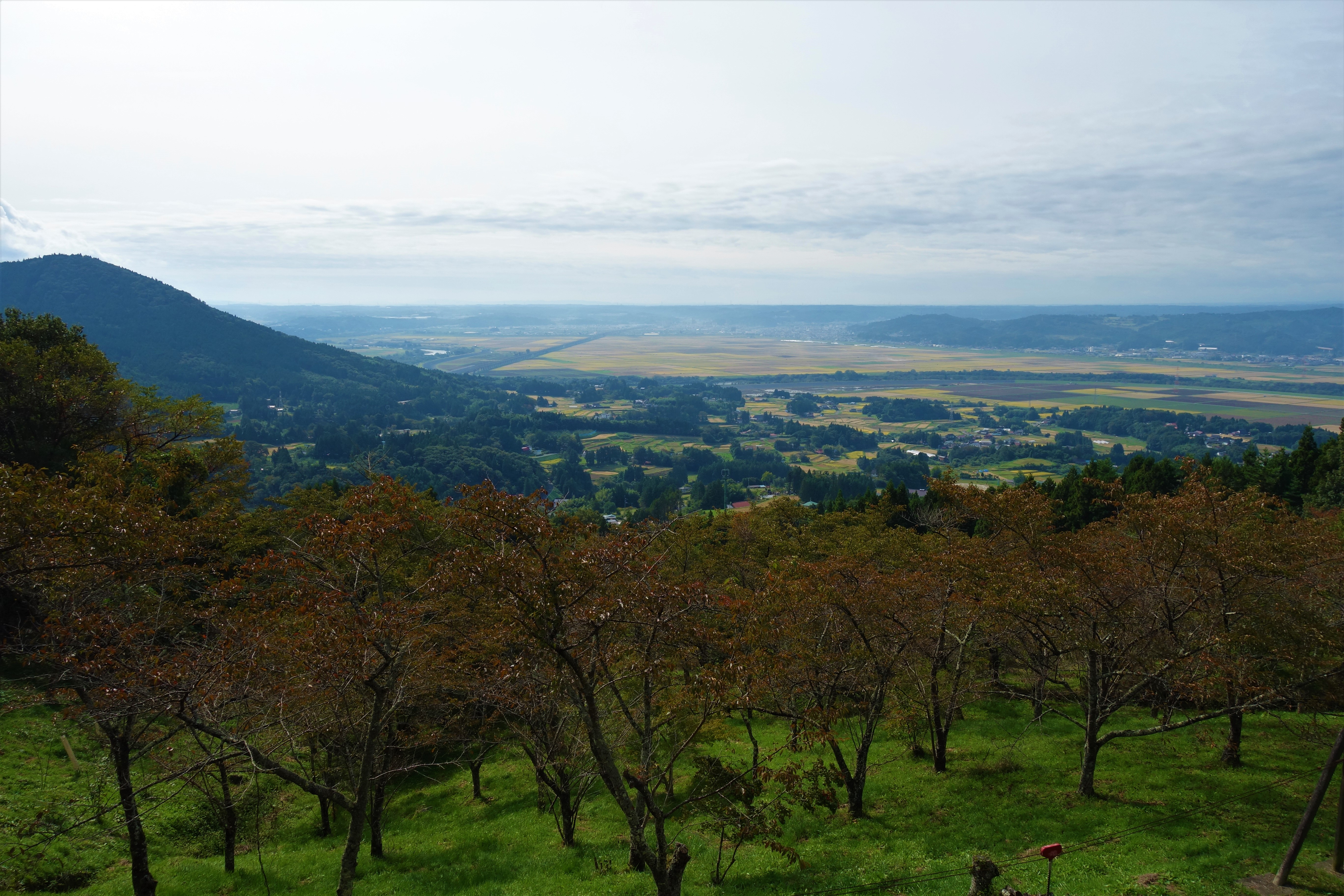
西行桜の森
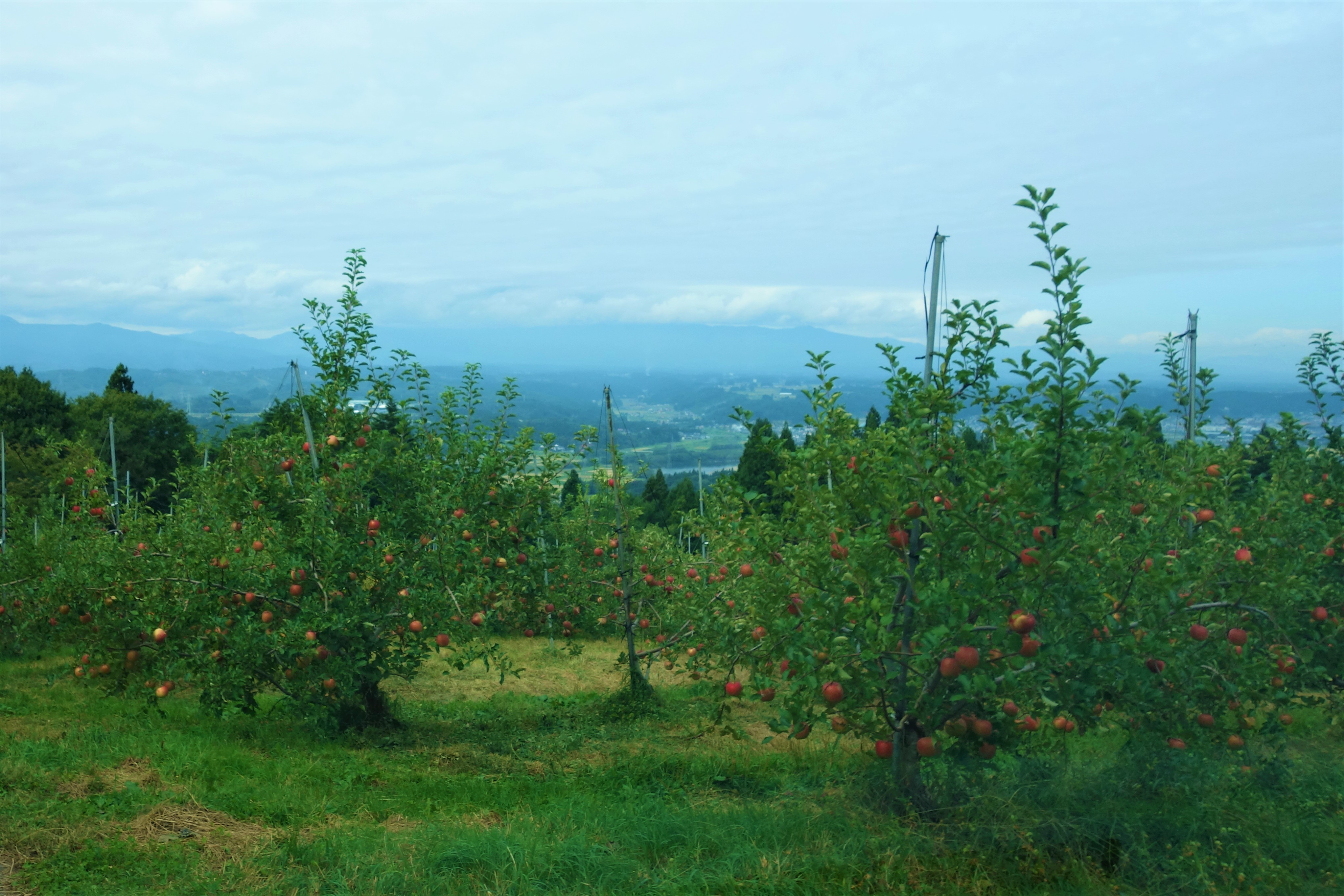
山麓の大文字りんご
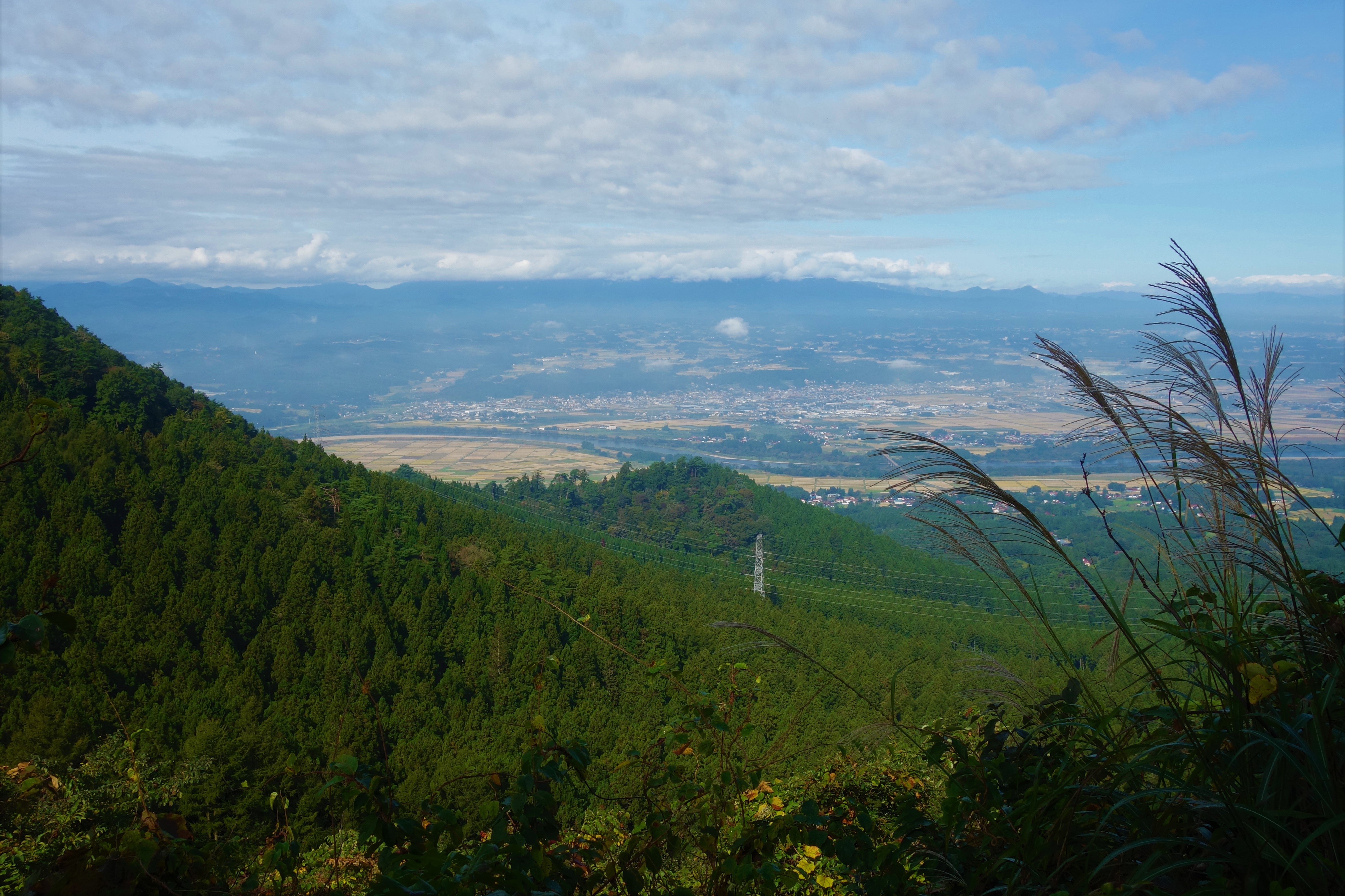
経塚山付近からの前沢の眺め
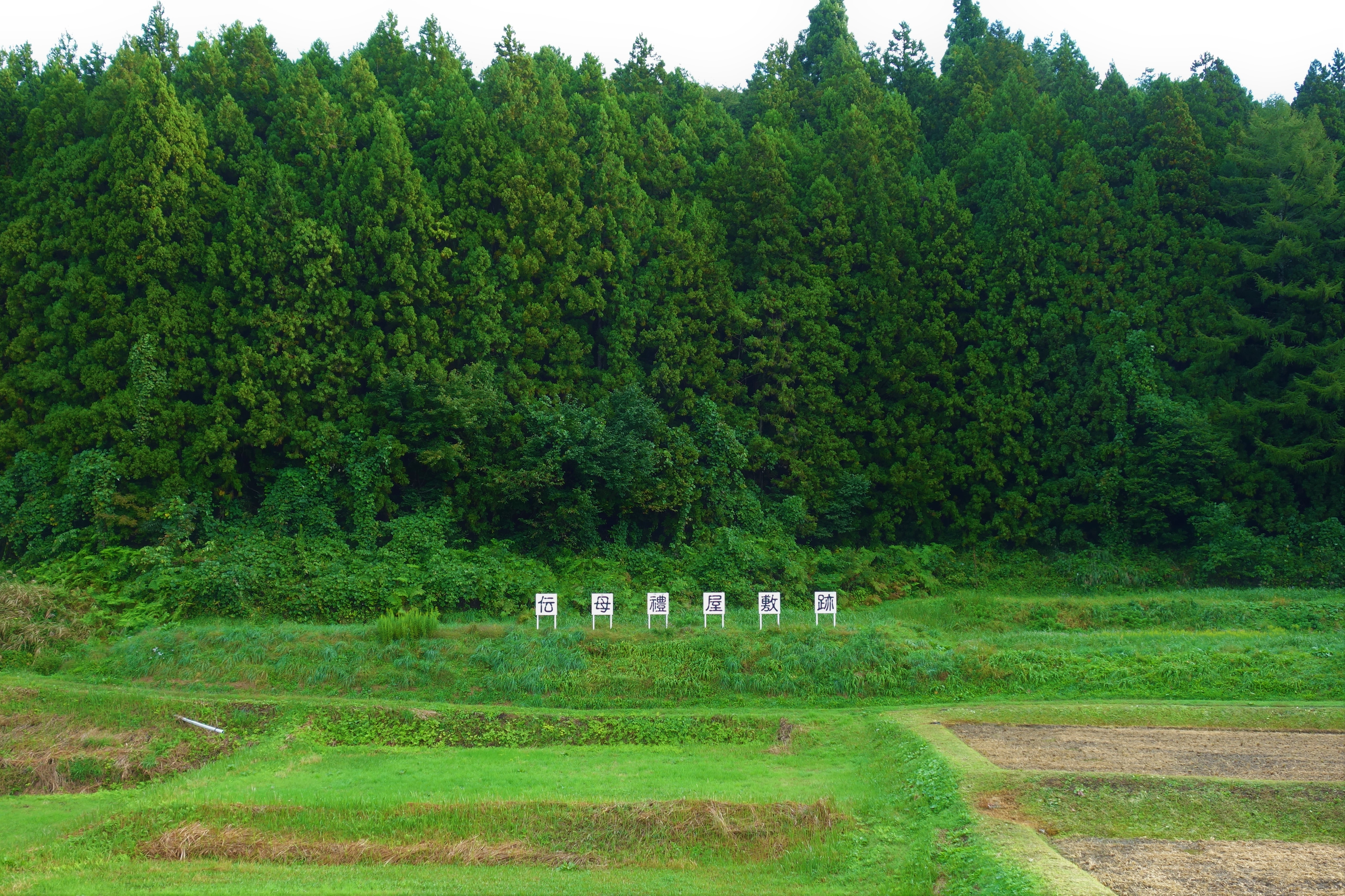
山麓にある母禮屋敷跡
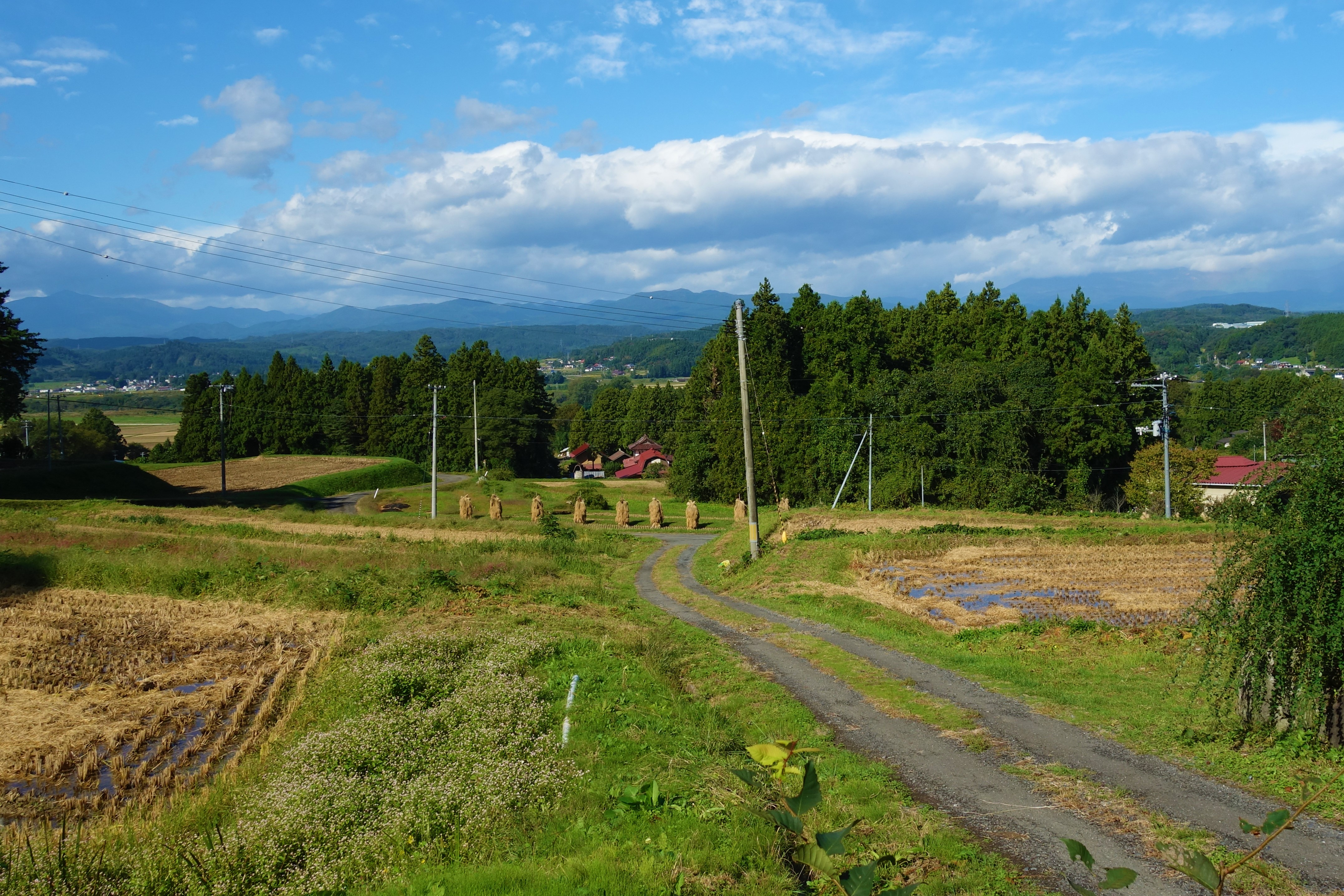
束稲山麓からの栗駒山と焼石岳
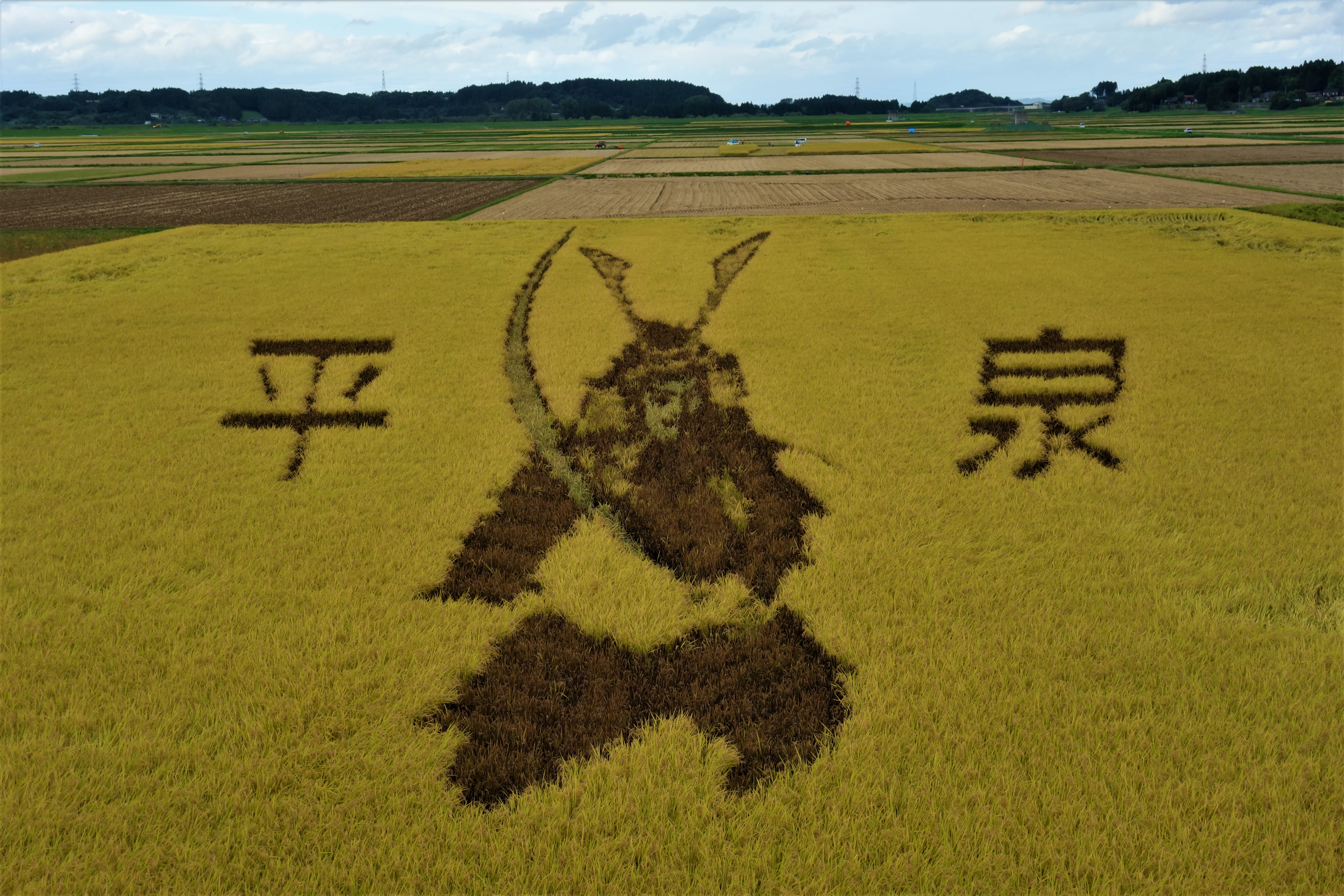
平泉田んぼアート